# Phenacogrammus

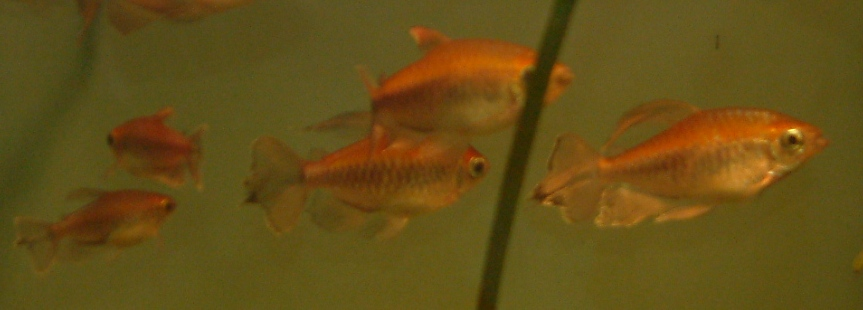
Phenacogrammus interruptus

Phenacogrammus és un gènere de peixos pertanyent a la família dels alèstids.

## Distribució geogràfica
Es troba a Àfrica.

## Taxonomia
- Phenacogrammus altus (Boulenger, 1899)[3]
- Phenacogrammus ansorgii (Boulenger, 1910)[4]
- Phenacogrammus aurantiacus (Pellegrin, 1930)[5]
- Phenacogrammus bleheri (Géry, 1995)[6]
- Phenacogrammus deheyni (Poll, 1945)[7]
- Phenacogrammus gabonensis (Poll, 1967)
- Phenacogrammus interruptus (Boulenger, 1899)[3]
- Phenacogrammus major (Boulenger, 1903)[8]
- Phenacogrammus polli (Lambert, 1961)[9]
- Phenacogrammus stigmatura (Fowler, 1936)[10]
- Phenacogrammus taeniatus (Géry, 1996)[11]
- Phenacogrammus urotaenia (Boulenger, 1909)[12][13][14][15][16][17][18]